# 水野哲孝

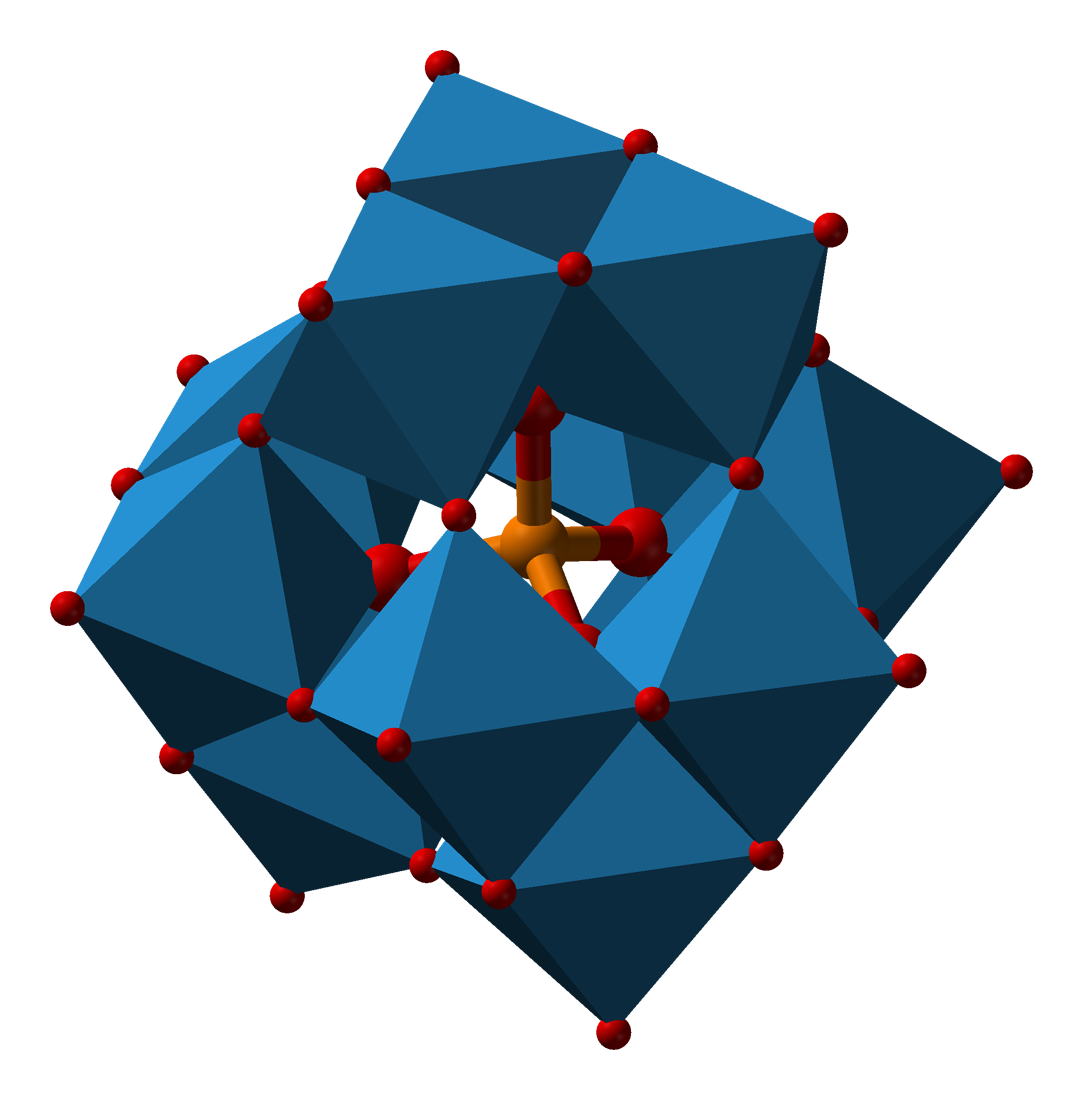
触媒として用いられるポリオキソメタレートの例

水野 哲孝（みずの のりたか、1957年 - ）は日本の化学者。東京大学大学院工学系研究科応用化学専攻教授。不均一系触媒、中でもポリオキソメタレート (POM) を用いたグリーンな反応の開発に取り組んでいる。静岡県浜松市出身。

## 経歴
- 1980年 東京大学工学部合成化学科卒業
- 1985年 東京大学大学院工学系研究科合成化学専攻博士課程修了、東京大学工学部合成化学科助手
- 1990年 北海道大学触媒化学研究センター助教授
- 1994年 東京大学生産技術研究所助教授
- 1996年 東京大学大学院工学研究科応用化学専攻助教授
- 2001年 東京大学大学院工学研究科応用化学専攻教授
- 2016年 紫綬褒章受章[3]。

## 研究
POMを触媒として用いた反応、特に酸化反応の研究において著しい成果を挙げている。酸化剤として分子状酸素や過酸化水素を用いる反応は、環境負荷の低い酸化手法として評価が高い。またPOMを用いた分子ふるいの創製などの研究も併せて進めている。